# جزيرة هاندو
جزيرة هاندو هي جزيرة في منطقة جنوب البحر الأحمر لإريتريا. جزيرة هاندو هي جزيرة ساحلية تقع على خليج أنفيل من البحر الأحمر. تقع كيدا هاندو الصغيرة بالقرب من جارتها الأكبر قبالة الساحل الجنوبي.